# Luka Dončić
Luka Dončić (* 28. Februar 1999 in Ljubljana) ist ein slowenischer Basketballspieler, der von 2018 bis 2025 in der nordamerikanischen Profiliga NBA für die Dallas Mavericks spielte und seit 2025 für die Los Angeles Lakers aktiv ist. Er gilt als einer der besten Spieler der NBA und hat in jungen Jahren bereits zahlreiche individuelle Auszeichnungen – darunter den Most Valuable Player Award (MVP) der EuroLeague und der Liga ACB sowie  den NBA Rookie of the Year Award – erhalten.

## Leben und Karriere

### Europa
Luka Dončić, Sohn des ehemaligen jugoslawischen Basketballprofis und slowenischen Nationalspielers Saša Dončić, begann seine Laufbahn im Jahr 2010 bei KK Union Olimpija. Bereits ab Februar 2012 begann der damals 12-Jährige in den Reihen der U14-Mannschaft des spanischen Spitzenklubs Real Madrid an Einladungsturnieren teilzunehmen. Im Sommer 2012 wechselte er schließlich in die spanische Hauptstadt und spielte fortan in der Jugend der „Königlichen“.
Dončić überzeugte in den Nachwuchsdivisionen und wechselte trotz seines jungen Alters nach nur einer Spielzeit von der U14 (Infantil A) in die U16 (Cadete A) und debütierte noch in der Saison 2013/14 in der A-Jugend von Real Madrid. Sein erstes Spiel im Erwachsenenbereich bestritt er am 12. Oktober 2014 in den Reihen der B-Mannschaft der Madrilenen, in der Liga EBA, der vierten spanischen Spielklasse.

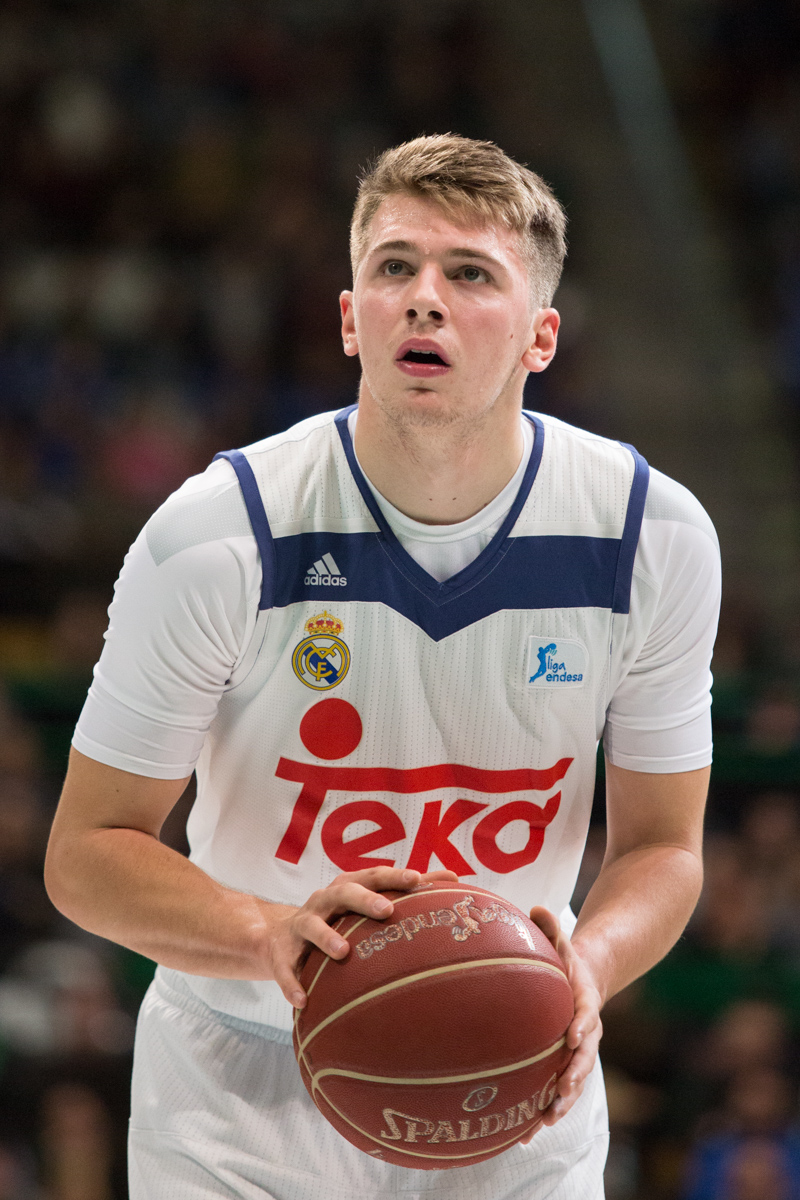
Dončić im Trikot von Real Madrid (2017)

Am 30. April 2015 feierte Dončić gegen Unicaja Málaga sein Debüt im A-Kader von Real Madrid. Mit nur 16 Jahren und zwei Monaten wurde er damit der jüngste Spieler in der Geschichte des Klubs und, hinter Ricky Rubio (14 Jahre und 11 Monate) und Ángel Rebolo (15 Jahre und drei Monate), der drittjüngste überhaupt, der ein Spiel in der Liga ACB bestritt.
Am 29. November desselben Jahres erreichte Dončić in einem Meisterschaftsspiel gegen CB Bilbao Berri 15 Punkte sowie einen Effektivitätswert von 22. Damit stellte er jeweils neue Rekorde für Spieler unter 17 Jahren in der Liga ACB auf. Die bisherigen Bestmarken hielt Ricky Rubio mit 12 Punkten und einem Effektivitätswert von 18. Am 4. Dezember 2016 stellte Dončić im Derby gegen Baloncesto Fuenlabrada mit 23 Punkten, elf Assists und einem Effektivitätswert von 34 jeweils neue Rekorde für Spieler unter 18 Jahren auf. Zudem war er der jüngste Basketballer der Geschichte der spanischen Meisterschaft, dem ein Double-Double gelang und der zum besten Spieler der Runde gewählt wurde.
In der Saison 2017/18 gewann Dončić mit Real Madrid den wichtigsten europäischen Klubwettbewerb, die EuroLeague, und wurde sowohl in der regulären Saison als auch beim Endturnier als bester Spieler ausgezeichnet. Damit wurde er der jüngste Spieler, der jemals diese Auszeichnungen erhielt.

### NBA
Beim NBA-Draft 2018 wurde Dončić an dritter Stelle von den Atlanta Hawks ausgewählt und noch am gleichen Abend gegen Trae Young und ein zukünftiges Erstrunden-Auswahlrecht zu den Dallas Mavericks transferiert. In der Saison 2018/19 gelang ihm unter anderem als zweitjüngstem Spieler der NBA-Geschichte ein Triple-Double. Mit insgesamt acht Triple-Doubles in seiner Premierensaison belegte er hinter Oscar Robertson (26) und Ben Simmons (12) den dritten Platz in der ewigen Bestenliste. Zudem wurde er im Saisonverlauf als bislang einziger Spieler fünfmal in Folge als Rookie des Monats ausgezeichnet. In der Saison 2018/19 bestritt er 72 NBA-Spiele, in denen er stets zur Anfangsaufstellung gehörte. Er führte Dallas mit einem Punkteschnitt von 21,1 je Begegnung an, zudem bereitete er pro Partie sechs Korberfolge seiner Mannschaftskameraden vor, auch das war ein Höchstwert innerhalb des Mavericks-Aufgebots. Am Ende seiner ersten NBA-Saison 2018/19 wurde Dončić mit dem NBA Rookie of the Year Award ausgezeichnet. 98 von 100 stimmberechtigten Wählern hatten Doncic dabei zum besten Rookie gewählt.
Am 19. November 2019 erzielte er im Spiel gegen die San Antonio Spurs 42 Punkte, zwölf Assists und elf Rebounds. Hierdurch wurde er zum zweitjüngsten Spieler der NBA-Geschichte (nach LeBron James), dem ein Triple-Double mit über 40 Punkten gelang. Am Folgetag, im Spiel gegen die Golden State Warriors, gelang ihm erneut ein Triple-Double. Seine 35 Punkte, zehn Rebounds und elf Assists erzielte er in lediglich 25 Minuten Spielzeit. Nie zuvor in der NBA-Geschichte war es einem Spieler gelungen, derart schnell ein 35-Punkte-Triple-Double zu erzielen. Außerdem wurde Dončić hierdurch zum jüngsten Spieler der NBA-Geschichte mit zwei aufeinanderfolgenden 35-Punkte-Triple-Doubles.
In seiner zweiten NBA-Saison wurde Dončić zum besten Spieler der Western Conference für Oktober/November gewählt. Im November 2019 erzielte er durchschnittlich ein 30-Punkte-Triple-Double (32,4 Punkte, 10,3 Rebounds, 10,4 Assists), was vorher lediglich Oscar Robertson und Russell Westbrook gelungen war. Am 8. Dezember desselben Jahres überholte er Michael Jordan mit den meisten aufeinander folgenden Spielen mit mindestens 20 Punkten, 5 Rebounds und 5 Assists (20 Spiele). Die Serie endete am 14. Dezember 2019, als Dončić in der zweiten Minute des Spiels gegen Miami Heat eine Knöchelverletzung erlitt.
Am 1. Mai 2021 erzielte Dončić beim 125:124-Sieg der Mavericks gegen die Washington Wizards 31 Punkte, 12 Rebounds und 20 Assists (Karrierebestwert). Mit dieser Leistung ist er nach Oscar Robertson, Magic Johnson und Russell Westbrook der erst vierte Spieler in NBA-Geschichte, der ein Triple-Double mit mindestens 30 Punkten, 10 Rebounds und 20 Assists auflegen konnte.
Zu Beginn der Saison 2022/23 konnte Dončić in den ersten neun Partien jeweils mindestens 30 Punkte erzielen. Hiermit gelang ihm die zweitlängste Serie dieser Art; lediglich Wilt Chamberlain hatte 60 Jahre zuvor eine längere Serie erreichen können.
Am 27. Dezember 2022 gelang ihm gegen die New York Knicks ein neues Karrierehoch mit 60 Punkten. Bisher einmalig in dieser Höhe in der NBA-Geschichte erreichte er in diesem Spiel mit 21 Rebounds und zehn Assists außerdem ein Triple-Double.
Am 6. Dezember 2023 stand Dončić beim Spiel gegen die Utah Jazz bereits zur Halbzeitpause bei 29 Punkten, 10 Rebounds und 10 Assists. Dies war das erste in einer Halbzeit erzielte Triple-Double mit mehr als 25 Punkten in der Geschichte der NBA. Mit diesem 60. Triple-Double seiner Karriere überholte Dončić Larry Bird und landete auf dem neunten Platz der All-Time-Liste der meisten Triple-Doubles.
Am 25. Dezember 2023 gelangen ihm beim 128:114 (64:54) über die Phoenix Suns 50 Punkte, 15 Assists und sechs Rebounds. In seinem 358. Spiel übertraf er auch die Marke von 10.000 Karrierepunkten in der NBA. Damit landete er auf Platz 7 in der Rangliste der wenigsten benötigten Spiele, um diese Punktemarke zu erreichen (Wilt Chamberlain: 236 Spiele, Michael Jordan: 303 Spiele, Elgin Baylor: 315 Spiele, Kareem Abdul-Jabbar: 319 Spiele, Oscar Robertson: 334 Spiele und George Gervin: 355 Spiele).
Am 24. Januar 2024 erzielte Dončić beim 148:143 (66:66) Auswärtserfolg über die Atlanta Hawks mit 73 Punkten ein neues Karrierehoch. Lediglich Wilt Chamberlain (100, 78) und Kobe Bryant (81) konnten bis zu diesem Zeitpunkt mehr Punkte in einem Spiel erzielen.
Am 1. Februar 2025 wurde er zusammen mit Maxi Kleber und Markieff Morris für Anthony Davis, Max Christie und einen Erstrundenpick von 2029 zu den Los Angeles Lakers getradet. Der Utah Jazz bekommt von beiden Franchises je einen Zweitrundenpick des Jahres 2025 und von den Lakers Jalen Hood-Schifino.

## Spielweise

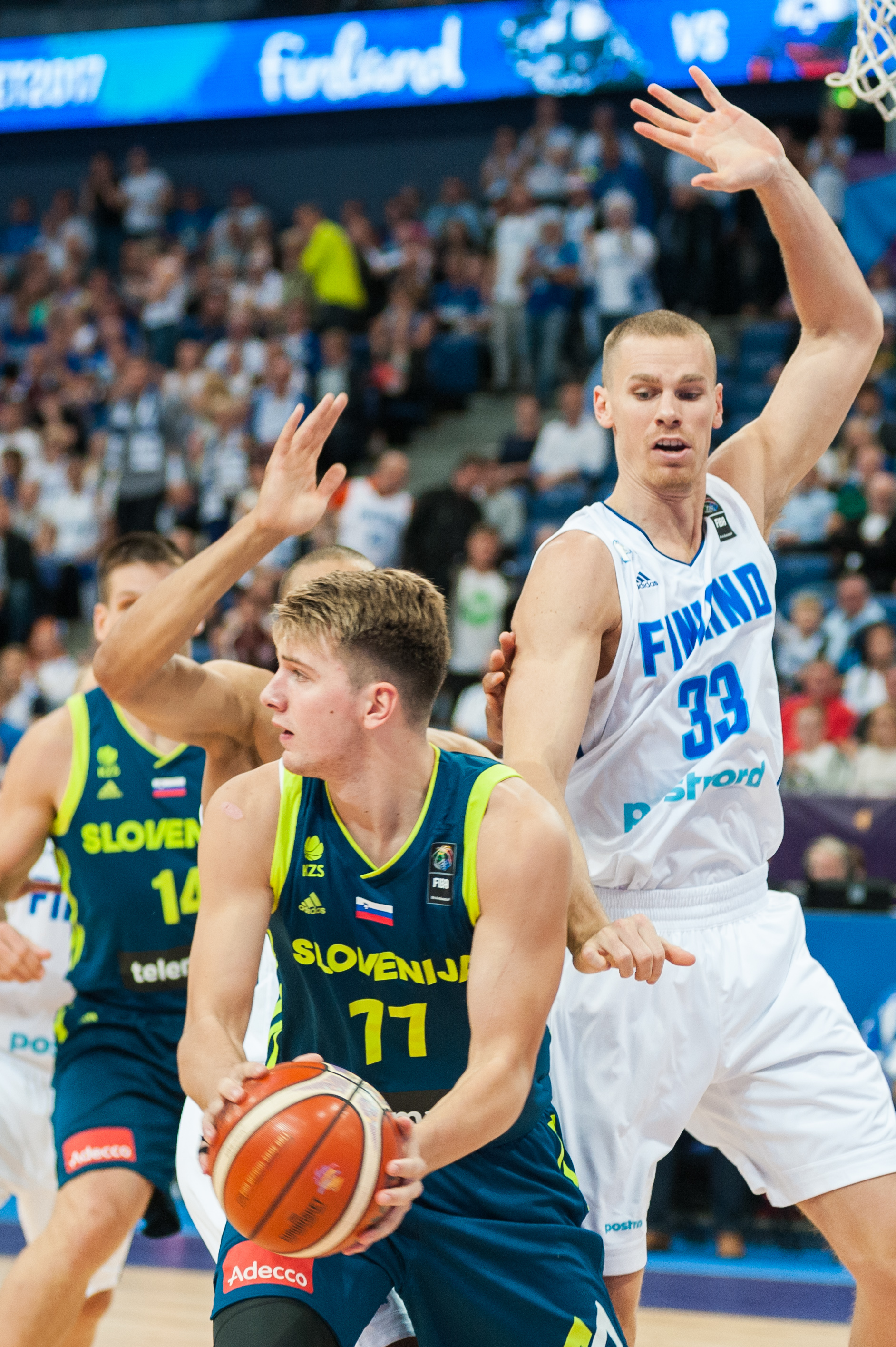
Dončić als Nationalspieler Sloweniens während der EM 2017

Dončić zeichnet sich auf dem Feld durch ein sehr selbstbewusstes Auftreten aus. Bereits als Jugendlicher im Herrenbereich scheute er sich nicht, die Verantwortung in entscheidenden Augenblicken des Spiels an sich zu reißen. Er verfügt über einen ausgeprägten Offensivdrang und bringt im Angriff eine Vielzahl von Wurftechniken zum Einsatz und ist deshalb für die gegnerische Verteidigung schwer auszurechnen. Er scheut sich nicht, trotz enger Deckung auch weit außerhalb des Zweipunktbereichs in spektakulärer Art und Weise Würfe abzufeuern. Dončić besitzt Spielmacherqualitäten und ist dabei sowohl in der Lage, sich bei Ballbesitz selbst Wurfpositionen zu erarbeiten und dann abzuschließen, als auch Nebenmänner in aussichtsreichen Lagen mit Pässen zu bedienen. Er nutzt im Angriff geschickte Tempowechsel, seinen Spielwitz, Finten, gute Körperbeherrschung und seine Fähigkeit zum schnellen Wurfabschluss – entweder aus Mittel- und Ferndistanz oder per Zug zum Korb, wo er geschickt seinen Körper einsetzt, um den Ball zu schützen, Verteidigern Fouls anzuhängen und trotz Bedrängnis in Brettnähe abzuschließen. Kritiker wiesen zunächst auf fehlende Explosivität im ersten Schritt Dončićs und fehlende Konstanz beim Dreipunktwurf hin. Zudem wurde ihm nach seinem Wechsel in die NBA insbesondere in der Verteidigung noch Steigerungsbedarf zugeschrieben.

## Statistiken

### NBA

#### Reguläre Saison
| Jahr     | Team                 | GP  | GS  | MPG  | FG%  | 3P%  | FT%  | RPG | APG | SPG | BPG | PPG  |
| -------- | -------------------- | --- | --- | ---- | ---- | ---- | ---- | --- | --- | --- | --- | ---- |
| 2018–19  | Dallas               | 72  | 72  | 32.2 | .427 | .327 | .713 | 7.8 | 6.0 | 1.1 | .3  | 21.2 |
| 2019–20  | Dallas               | 61  | 61  | 33.6 | .463 | .316 | .758 | 9.4 | 8.8 | 1.0 | .2  | 28.8 |
| 2020–21  | Dallas               | 66  | 66  | 34.3 | .479 | .350 | .730 | 8.0 | 8.6 | 1.0 | .5  | 27.7 |
| 2021–22  | Dallas               | 65  | 65  | 35.4 | .457 | .353 | .744 | 9.1 | 8.7 | 1.2 | .6  | 28.4 |
| 2022–23  | Dallas               | 66  | 66  | 36.2 | .496 | .342 | .742 | 8.6 | 8.0 | 1.4 | .5  | 32.4 |
| 2023–24  | Dallas               | 70  | 70  | 37.5 | .487 | .382 | .786 | 9.2 | 9.8 | 1.4 | .5  | 33.9 |
| 2024–25  | Dallas / L.A. Lakers | 50  | 50  | 35.4 | .450 | .368 | .782 | 8.2 | 7.7 | 1.8 | .4  | 28.2 |
| Gesamt   | Gesamt               | 450 | 450 | 34.9 | .468 | .350 | .751 | 8.6 | 8.2 | 1.2 | 0.5 | 28.6 |
| All-Star | All-Star             | 5   | 4   | 23.1 | .412 | .292 | —    | 2.6 | 5.4 | .2  | .0  | 7.0  |

#### Play-offs
| Jahr    | Team        | GP | GS | MPG  | FG%  | 3P%  | FT%  | RPG | APG  | SPG | BPG | PPG  |
| ------- | ----------- | -- | -- | ---- | ---- | ---- | ---- | --- | ---- | --- | --- | ---- |
| 2019–20 | Dallas      | 6  | 6  | 35.8 | .500 | .364 | .656 | 9.8 | 8.7  | 1.2 | 0.5 | 31.0 |
| 2020–21 | Dallas      | 7  | 7  | 40.1 | .490 | .408 | .529 | 7.9 | 10.3 | 1.3 | 0.4 | 35.7 |
| 2021–22 | Dallas      | 15 | 15 | 36.8 | .455 | .345 | .770 | 9.9 | 6.4  | 1.8 | 0.6 | 31.7 |
| 2023–24 | Dallas      | 22 | 22 | 40.9 | .446 | .322 | .765 | 9.5 | 8.1  | 1.9 | 0.4 | 28.9 |
| 2024–25 | L.A. Lakers | 5  | 5  | 41.6 | .452 | .348 | .891 | 7.0 | 5.8  | 1.0 | 0.6 | 30.2 |
| Gesamt  | Gesamt      | 55 | 55 | 39.2 | .461 | .347 | .737 | 9.2 | 7.8  | 1.6 | 0.5 | 30.9 |

### EuroLeague
| Jahr    | Team        | GP | GS | MPG  | FG%  | 3P%  | FT%  | RPG | APG | SPG | BPG | PPG  |
| ------- | ----------- | -- | -- | ---- | ---- | ---- | ---- | --- | --- | --- | --- | ---- |
| 2015–16 | Real Madrid | 12 | 0  | 11.1 | .407 | .313 | .882 | 2.3 | 2.0 | .2  | .3  | 3.5  |
| 2016–17 | Real Madrid | 35 | 15 | 19.9 | .434 | .371 | .884 | 4.5 | 4.2 | .9  | .2  | 7.8  |
| 2017–18 | Real Madrid | 33 | 17 | 25.9 | .451 | .329 | .816 | 4.8 | 4.3 | 1.1 | .3  | 16.0 |
| Gesamt  | Gesamt      | 80 | 32 | 21.0 | .443 | .344 | .828 | 4.3 | 3.9 | .9  | .3  | 10.6 |

### Spanische Liga
| Jahr    | Team        | GP  | GS | MPG  | FG%  | 3P%  | FT%  | RPG | APG | SPG | BPG | PPG  |
| ------- | ----------- | --- | -- | ---- | ---- | ---- | ---- | --- | --- | --- | --- | ---- |
| 2014–15 | Real Madrid | 5   | 0  | 4.8  | .333 | .333 | .750 | 1.2 | .0  | .0  | .0  | 1.6  |
| 2015–16 | Real Madrid | 39  | 0  | 12.9 | .526 | .392 | .708 | 2.6 | 1.7 | .4  | .3  | 4.5  |
| 2016–17 | Real Madrid | 42  | 17 | 19.8 | .441 | .295 | .785 | 4.4 | 3.0 | .6  | .3  | 7.5  |
| 2017–18 | Real Madrid | 28  | 25 | 24.0 | .463 | .280 | .773 | 5.7 | 5.0 | 1.1 | .4  | 12.8 |
| Gesamt  | Gesamt      | 123 | 32 | 18.3 | .463 | .310 | .754 | 4.1 | 3.0 | .7  | .3  | 7.8  |

## Erfolge
Verein
- NBA Western Conference: 2023/24
- EuroLeague: 2017/18
- Intercontinental Cup: 2015
- Spanische Meisterschaft: 2014/15, 2015/16, 2017/18
- Spanischer Pokal: 2015/16, 2016/17

Nationalmannschaft
- Europameister: 2017

Ehrungen
- NBA Western Conference Finals MVP Award: 2023/24
- NBA Scoring Champion: 2023/24
- 5× All-NBA Team:
  - 1st Team: 2019/20, 2020/21, 2021/22, 2022/23, 2023/24
- 5× NBA All-Star: 2020–2024
- NBA Rookie of the Year Award: 2018/19
- NBA All-Rookie First Team: 2018/19
- 5× NBA Player of the Month Award: X–XI/2019, II/2022, XII/2022, II/2024, III/2024 (Western Conference)
- 5× NBA Rookie of the Month Award: X–XI/2018, XII/2018, I/2019, II/2019, III–IV/2019 (Western Conference)
- EuroLeague Full Season MVP Award: 2017/18
- EuroLeague Final Four MVP Award: 2017/18
- EuroLeague All-Decade Team: 2010–2020
- All-EuroLeague First Team: 2017/18
- 2× EuroLeague Rising Star Trophy: 2016/17, 2017/18
- EuroLeague MVP of the Month Award: X/2017
- Liga ACB Mejor Jugador (Bester Spieler der regulären Saison): 2017/18
- Liga ACB Mejor Quinteto (Mannschaft des Jahres): 2017/18
- 2× Liga ACB Mejor Jugador Joven (Bester U22-Spieler der regulären Saison): 2016/17, 2017/18
- 3× Liga ACB Mejor Quinteto Joven (Mannschaft des Jahres der U22-Spieler): 2015/16, 2016/17, 2017/18
- All-Star Team der Olympischen Spiele: 2020
- All-Tournament First Team der Weltmeisterschaft: 2023
- All-Tournament Team der Europameisterschaft: 2017